# Coat of Arms (album, Wishbone Ash)
Coat of Arms je třiadvacáté studiové album rockové skupiny Wishbone Ash, vydané společností Solid Rock Records na značce Steamhammer..

## Seznam skladeb
1. We Stand as One (Andy Powell/Aynsley Powell/Mark Abrahams) - 4:15
2. Coat of Arms (Andy Powell/Aynsley Powell) - 7:55
3. Empty Man (Andy Powell/Pauline Powell/Mark Abrahams) - 5:16
4. Floreana (Andy Powell/Aynsley Powell/Mark Abrahams) - 5:14
5. Drive (Andy Powell/Pauline Powell/Mark Abrahams/Aynsley Powell/Mark Crabtree) - 4:55
6. It's Only You I See (Andy Powell/Pauline Powell/Mark Abrahams/Aynsley Powell) - 7:35
7. Too Cool for AC (Andy Powell/Pauline Powell/Mark Abrahams/Aynsley Powell) - 4:50
8. Back in the Day (Andy Powell/Pauline Powell/Aynsley Powell) - 4:46
9. Déjà-Vu (Andy Powell/Pauline Powell/Mark Abrahams/Aynsley Powell) - 4:07
10. When the Love Is Shared (Andy Powell/Pauline Powell/Aynsley Powell) - 4:21
11. Personal Halloween (Andy Powell/Pauline Powell/Mark Abrahams) - 5:37

## Obsazení

### Wishbone Ash
- Andy Powell - kytara, sólový zpěv
- Mark Abrahams - kytara, doprovodný zpěv
- Bob Skeat - baskytara, doprovodný zpěv
- Joe Crabtree - bicí, perkusy, doprovodný zpěv